# Ion Cernea
Ion Cernea  (n. 21 octombrie 1936, Râu Alb, România – d. 30 iunie 2025, București, România) a fost un luptător român, care a câștigat argint la Roma 1960 și  bronz la Tokio 1964. În 1965 a devenit campion mondial.
A fost căsătorit cu interpreta de muzică populară Irina Loghin și au avut împreună doi copii - Ciprian și Irinuca. A decedat în noaptea de 30 iunie spre 1 iulie într-un spital privat unde fusese internat de 3 săptămâni.

## Distincții
- Ordinul „Meritul Sportiv” clasa a II-a (18 august 1976) „pentru rezultatele deosebite obținute la Jocurile olimpice de vară de la Montreal – 1976, precum și pentru contribuția adusă la dezvoltarea activității sportive și la creșterea prestigiului sportului românesc pe plan internațional”[9]
- Ordinul „Meritul Sportiv” clasa a II-a (15 aprilie 1981) „pentru rezultatele deosebite obținute la Jocurile olimpice de vară de la Moscova — 1980, precum și pentru contribuția adusă la dezvoltarea activității sportive și la creșterea prestigiului sportului românesc pe plan internațional”[10]